# 尿道がん
尿道癌（にょうどうがん、英: Urethral cancer）は、尿道から発生する癌のことである。症状には、血尿、ペニスの先のしこり、性交渉中の痛み、血を含む分泌物などがあげられる。合併症には、尿閉、持続勃起症などがあげられる。
危険因子には、尿道カテーテルによる長期にわたる刺激、感染による慢性炎症、放射線、尿道憩室、尿道狭窄があげられる。最も一般的な尿道癌の種類は、尿路上皮癌、扁平上皮癌、腺癌である。診断は経尿道の生検によって確認される。尿道癌は、TNM病期分類システムと世界保健機関によって分類されている。
治療には、手術、放射線療法、化学療法などの組み合わせがあげられる。転帰不良な場合が多く、5年生存率は46％である。尿道癌はまれであり、がん全体の1％未満である。米国では、男性100万人あたり約4.3件、女性100万人あたり1.5件の症例が発生している。一般的に尿道癌が診断される年齢は73歳である。